# Thulêan Mysteries
Thulêan Mysteries es el decimotercer álbum de la banda noruega de black metal Burzum, y el último en salir a la luz, lanzado en 2020 por Byelobog Productions, y siendo escrito y grabado por Varg Vikernes (como único integrante de Burzum) desde su último trabajo en 2014, The Ways of Yore. Es un doble álbum dividido en dos discos (con 17 y 6 canciones respectivamente).
El disco fue grabado como soundtrack para el juego de rol de Vikernes llamado, “MYFAROG”, el álbum sigue el estilo implementado en los últimos trabajos del músico noruego, con un estilo dark ambient y medieval, combinando los estilos de los últimos dos trabajos de Vikernes, Sôl austan, Mâni vestan y The Ways of Yore. Es el disco de Varg Vikernes más largo que ha compuesto, con 23 canciones en total.
La carátula del álbum fue tomada de la obra de arte del artista noruego Theodor Kittelsen, la obra se llama “Nøkken”.

## Antecedentes
Varg Vikernes había dado fin a su proyecto musical Burzum en 2018, después de perder en una apuesta la única copia original de su álbum debut (de las cuales existen pocas en existencia) en su posesión, aunque esta no fue la razón de haber dado por finalizado su grupo de una persona. Sin embargo, Varg confirmó en 2019 que sacaría un nuevo álbum en nombre de Burzum en su cuenta oficial de Twitter, citando:

“No era mi intención hacer otro álbum de Burzum, pero sucede que ahora tengo tanta música inédita que realmente planeo lanzar otro álbum de Burzum pronto. Será temático sobre Myfarog / Thulêan. Esperemos que eso ponga fin a esta locura.”

## Lista de canciones
Toda la música y letras compuestas y grabadas por Varg Vikernes.

### Disco 1
| N.º   | Título                                                  | Duración |  |
| 1.    | «The Sacred Well» (El Muro Sagrado)                     | 2:56     |  |
| 2.    | «The Loss of a Hero» (La Pérdida de un Héroe)           | 0:53     |  |
| 3.    | «ForeBears» (Antepasados)                               | 4:03     |  |
| 4.    | «A Thulêan Perspective» (Una Perspectiva Thulêana)      | 4:01     |  |
| 5.    | «Gatherings of Herbs» (Reuniones de Hierbas)            | 1:13     |  |
| 6.    | «Heill auk Saell»                                       | 3:36     |  |
| 7.    | «Jötunnheimr»                                           | 1:37     |  |
| 8.    | «Spell-Lake Forest» (Bosque del Lago de Hechizos)       | 1:06     |  |
| 9.    | «The Ettin Stone Heart» (El corazón de Piedra de Ettin) | 1:14     |  |
| 10.   | «The Great Sleep» (El Gran Sueño)                       | 1:27     |  |
| 11.   | «The Land of Thulê» (La Tierra de Thulê)                | 2:13     |  |
| 12.   | «The Lord of the Dwarves» (El Señor de los Enanos)      | 5:14     |  |
| 13.   | «A Forgotten Realm» (Un Reino Olvidado)                 | 7:24     |  |
| 14.   | «Heill Óðinn, Sire» (Salve Odín, Señor)                 | 1:17     |  |
| 15.   | «The Ruins of Dwarvmont» (Las Ruinas de Dwarvmont)      | 1:29     |  |
| 16.   | «The Road to Hel» (El Camino hacia Hel)                 | 7:42     |  |
| 17.   | «Thulêan Sorcery» (Brujería Thulêana)                   | 2:10     |  |
| 49:35 |                                                         |          |  |

### Disco 2
| N.º   | Título                                          | Duración |  |
| 1.    | «Descent into Niflheimr» (Descenso a Niflheimr) | 1:42     |  |
| 2.    | «Skin Traveller» (Viajero de Piel)              | 4:35     |  |
| 3.    | «The Dream Land» (La Tierra del Sueño)          | 8:42     |  |
| 4.    | «Thulêan Mysteries» (Misterios Thulêanos)       | 4:22     |  |
| 5.    | «The Password» (La Contraseña)                  | 15:13    |  |
| 6.    | «The Loss of Thulê» (La pérdida de Thulê)       | 5:02     |  |
| 39:36 |                                                 |          |  |

## Alineación
Varg Vikernes — todos los instrumentos y voces

## Curiosidades
La canción "The Loss of Thulê" es una versión regrabada de la canción "The Crying Orc" (del álbum de 1992,  Burzum) y la canción "Skin Traveller" es una versión regrabada de la canción Han som reiste (del álbum de 1993,  Det Som Engang Var)
La canción "The Great Sleep" tiene gran similitud con la canción infantil "Los Pollitos Dicen"